# Paromalus jejunus
Paromalus jejunus är en skalbaggsart som beskrevs av Lewis 1888. Paromalus jejunus ingår i släktet Paromalus och familjen stumpbaggar. Inga underarter finns listade i Catalogue of Life.